# Diecezja Leopoldina
Diecezja Leopoldina (łac. Dioecesis Leopoldinensis) – diecezja Kościoła rzymskokatolickiego w Brazylii. Należy do metropolii Juiz de Fora, wchodzi w skład regionu kościelnego Leste II. Została erygowana przez papieża Piusa XII bullą Quae ad maius w dniu 28 marca 1942.